# Uzbekfilm
Uzbekfilm (in uzbeko Oʻzbekfilm, Ўзбекфильм; in russo Узбекфильм?) è la più grande e la più antica casa di produzione cinematografica uzbeka. Fu creata il 1º luglio 1925, quando il Paese era ancora una repubblica sovietica, sotto il nome di Sharq Yulduzi (trad. "Stella dell'Est"). Nel 1936 fu rinominata Uzbekfilm. Durante gli anni della guerra sovietico-tedesca, lo studio fu chiamato Tashkent Film Studio per essere poi nuovamente nominato Uzbekfilm nel 1958. Dalla sua fondazione lo studio ha prodotto almeno 400 film e 100 film d'animazione. I film più popolari prodotti da Uzbekfilm sono Maftuningman (1958) e Mahallada duv-duv gap (1960).